# Municipio de Tonalá (Jalisco)
El municipio de Tonalá es uno de los ciento veinticinco municipios en que se encuentra dividido el estado de Jalisco, en el occidente de México, perteneciente a la zona metropolitana de Guadalajara. Su extensión territorial es de 166.1 km². En 2020 tenía una población de 569 913 habitantes.
Es un centro de artesanía, con reconocimiento nacional e internacional. Trabajan la cerámica, la cerámica a alta temperatura, hierro forjado, papel mache, repujado y vidrio soplado entre otros.

## Etimología
Tonalá proviene del vocablo náhuatl tonallan que significa: "lugar por donde el sol sale".
Es también conocida como "la cuna de la cerámica" o "cuna alfarera", ya que su nivel de riqueza en ese aspecto es muy alto.

## Historia

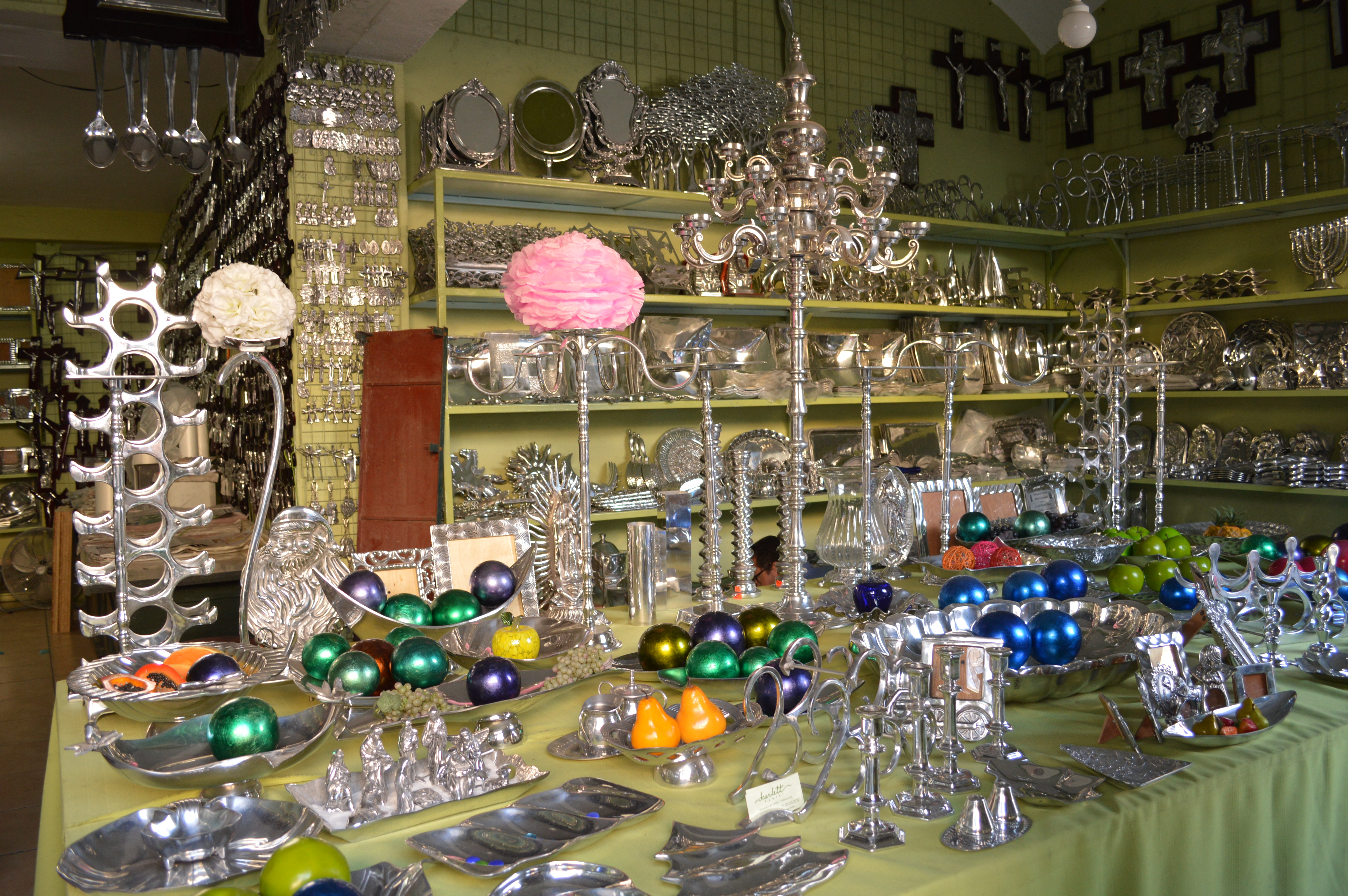
Tienda de peltre, Tonalá.

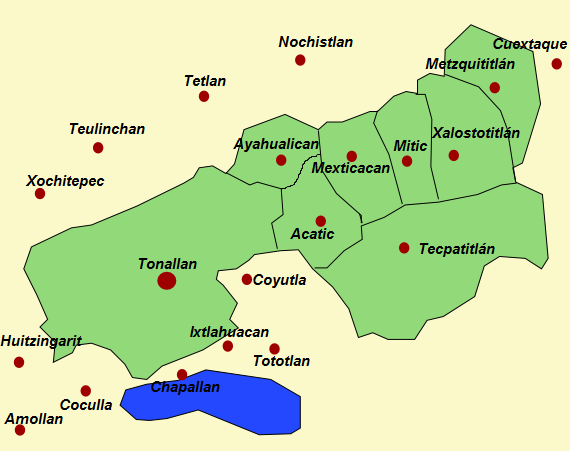
Señoríos tecuexes en verde.

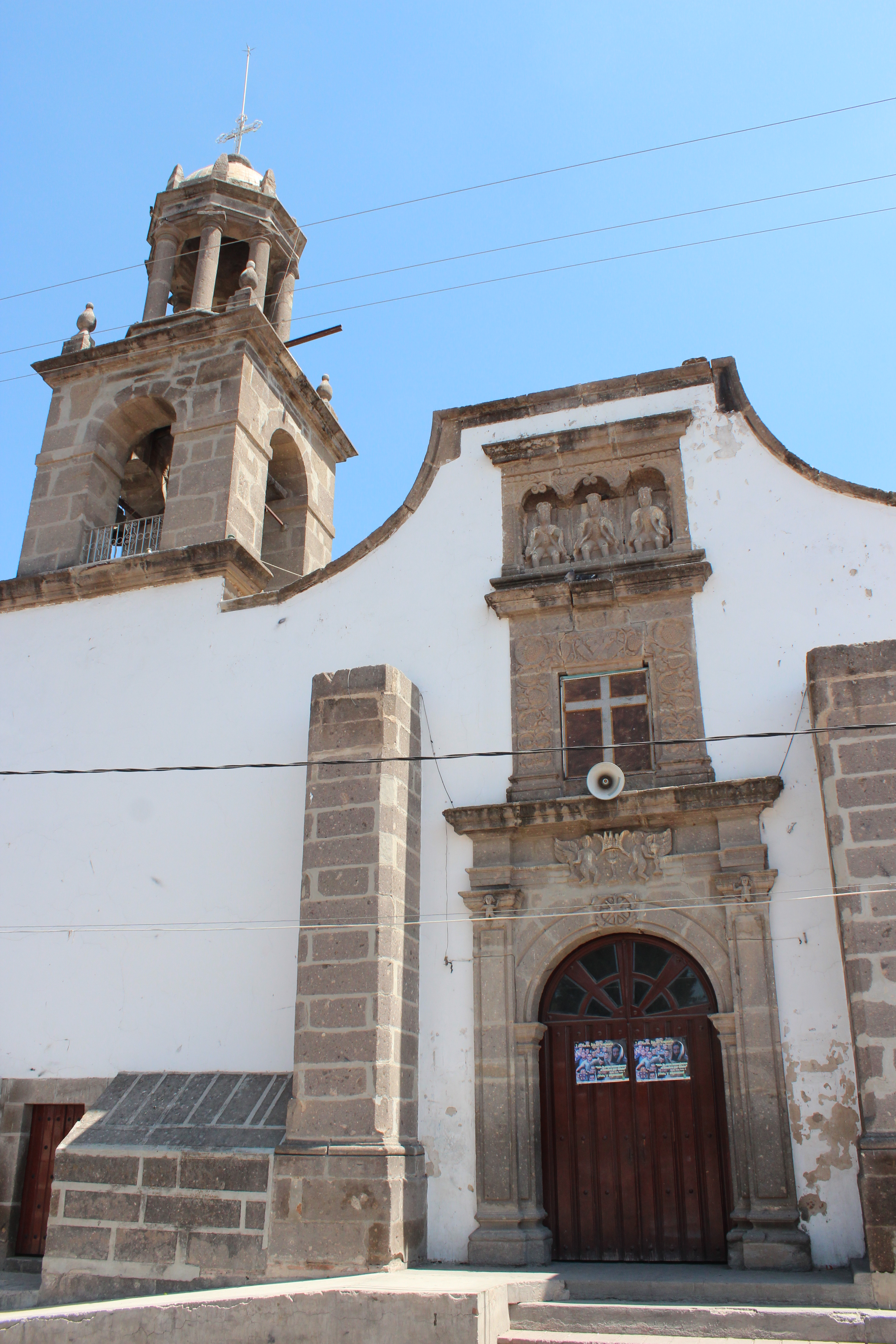
Templo de la plaza de San Gaspar.

Fundada por indígenas tecuexes, Tonalá (antes llamada Tonalla) fue el mayor de los señoríos tecuexes conocidos.
A la llegada de los españoles en el Señorío de Tonalá gobernaba la cacica Tzapotzintli, conocida como Tzuapili o Cihualpilli. Nuño de Guzmán, conquistador oficial de Tonalá, entró a tierras tonaltecas el 15 de marzo de 1530, recibido con obsequios y gran festejo. Los locales entonces se volvieron inconformes ante la posesión española e iniciaron una campaña que no tuvo éxito. Durante la dominación española, Tonallán fue nombrada provincia del Reino de Nueva Galicia con el nombre de Santiago Tonalá. Fue hasta 1824, después de la independencia de México, que fue renombrada como Tonalá. Aquí se encuentra el Museo Nacional de la Cerámica y el Cerro de la Reina, el cual es famoso gracias a que se dice que bajo su aspecto de loma se oculta una pirámide de la antigua civilización.

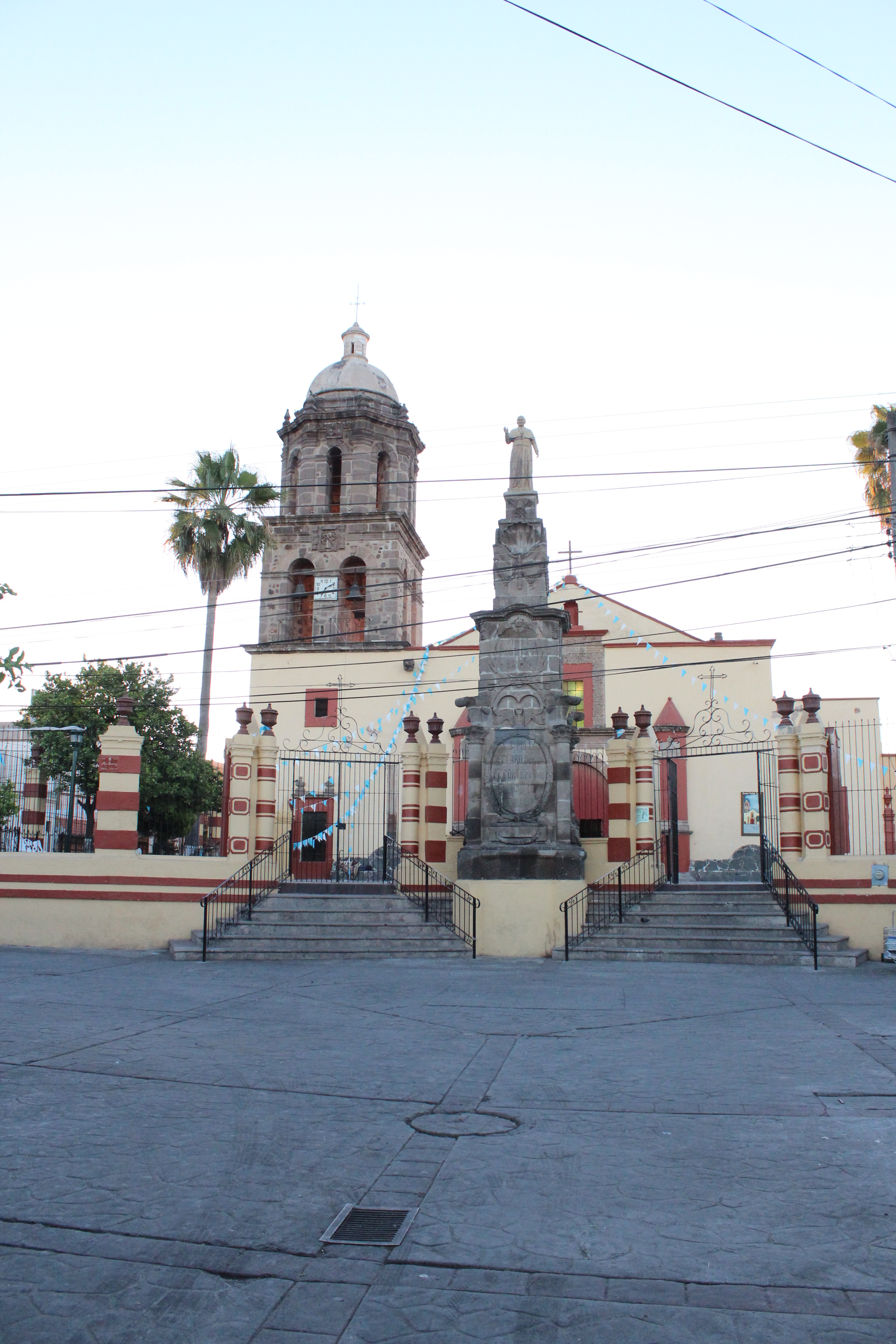
Templo construido en los años 1700 en Tonalá, Jalisco.

### Personajes reconocidos e ilustres
Cihualpilli Tzapotzintli - Gobernante de Tonalá a la llegada de los españoles
Jaime de Anesagasti - Presbítero de Tonalá 
Juan García Parga - Presbítero de Tonalá
Rafael González González - Presbítero de Tonalá
Jesús Guerrero Galván - Pintor
Gorgonio "Gory" Cortés - Compositor
Alfonso "Pocho" Guzmán - Futbolista de Club deportivo Guadalajara 

## Geografía

### Delimitación
Limita al norte con el municipio de Zapotlanejo; al sur con los municipios de El Salto y Juanacatlán; al poniente con San Pedro Tlaquepaque y Guadalajara; y al oriente con Zapotlanejo.
Fuente: Los Municipios de Jalisco. Colección: Enciclopedia de los Municipios de México. Secretaría de Gobernación y Gobierno del Estado de Jalisco. 1988.

### Extensión
Su extensión territorial es de 166,1 kilómetros cuadrados.

### Relieve
Geología
Los terrenos del municipio pertenecen al período Terciario, y están compuestos por rocas sedimentarias, caliza, rocas ígneas extrusivas, riolitas, andesitas, basalto, toba y brecha volcánica.
Topografía
En el municipio se presentan las tres características de relieve: zonas accidentadas, semiplanas y planas. Las únicas alturas representativas en el municipio son los cerros cúpula de la Reina (1720 metros), en la cabecera municipal, y el Xólotl (1720 metros), al suroeste de la cabecera municipal.

### Clima
El clima del municipio es semiseco con invierno y primavera secos, y semicálido sin estación invernal definida. La precipitación media anual es de 830 milímetros con régimen de lluvia en los meses de junio a octubre. Los vientos dominantes son de dirección este. El promedio de días con heladas al año es de 9.
| Parámetros climáticos promedio de Tonala | Parámetros climáticos promedio de Tonala | Parámetros climáticos promedio de Tonala | Parámetros climáticos promedio de Tonala | Parámetros climáticos promedio de Tonala | Parámetros climáticos promedio de Tonala | Parámetros climáticos promedio de Tonala | Parámetros climáticos promedio de Tonala | Parámetros climáticos promedio de Tonala | Parámetros climáticos promedio de Tonala | Parámetros climáticos promedio de Tonala | Parámetros climáticos promedio de Tonala | Parámetros climáticos promedio de Tonala | Parámetros climáticos promedio de Tonala |
| Mes                                      | Ene.                                     | Feb.                                     | Mar.                                     | Abr.                                     | May.                                     | Jun.                                     | Jul.                                     | Ago.                                     | Sep.                                     | Oct.                                     | Nov.                                     | Dic.                                     | Anual                                    |
| ---------------------------------------- | ---------------------------------------- | ---------------------------------------- | ---------------------------------------- | ---------------------------------------- | ---------------------------------------- | ---------------------------------------- | ---------------------------------------- | ---------------------------------------- | ---------------------------------------- | ---------------------------------------- | ---------------------------------------- | ---------------------------------------- | ---------------------------------------- |
| Temp. máx. abs. (°C)                     | 29.5                                     | 33.5                                     | 36.0                                     | 36.0                                     | 38.0                                     | 37.0                                     | 34.0                                     | 31.5                                     | 33.0                                     | 31.0                                     | 31.0                                     | 32.0                                     | 38.0                                     |
| Temp. máx. media (°C)                    | 24.5                                     | 26.3                                     | 26.9                                     | 28.0                                     | 29.3                                     | 27.4                                     | 26.1                                     | 25.8                                     | 25.0                                     | 25.7                                     | 25.5                                     | 24.7                                     | 26.3                                     |
| Temp. mín. media (°C)                    | 9.8                                      | 10.9                                     | 12.3                                     | 14.3                                     | 16.1                                     | 16.2                                     | 15.5                                     | 15.5                                     | 15.3                                     | 14.0                                     | 11.8                                     | 10.2                                     | 13.5                                     |
| Temp. mín. abs. (°C)                     | 1.0                                      | 4.0                                      | 5.0                                      | 7.0                                      | 10.0                                     | 9.5                                      | 12.0                                     | 10.5                                     | 9.5                                      | 6.5                                      | 4.5                                      | 0.0                                      | 0.0                                      |
| Precipitación total (mm)                 | 7.7                                      | 2.4                                      | 3.0                                      | 5.8                                      | 27.5                                     | 182.6                                    | 194.5                                    | 180.7                                    | 159.1                                    | 51.0                                     | 10.0                                     | 4.8                                      | 829.1                                    |
| [cita requerida]                         |                                          |                                          |                                          |                                          |                                          |                                          |                                          |                                          |                                          |                                          |                                          |                                          |                                          |

### Hidrografía
El río Santiago casi cubre el municipio por sus límites poniente y norte; afluentes del Santiago son los arroyos del Popul, Las Jícamas y Agua Amarilla, ubicados al este del municipio. Otros arroyos además del Osorio dan lugar a almacenamientos hidráulicos como las presas: La Rusia, De Zermeño y El Ocotillo. Sobre el río Santiago se localiza la presa de Colimilla.

### Suelos
Los suelos dominantes pertenecen al tipo regosol eútrico, feozem háplico y cambisol crómico, y como suelo asociado se encuentra el luvisol crómico.

### Vegetación
La vegetación es de tipo selvática baja caducifolia y matorrales como el huizache; cuenta con árboles nativos como: guamúchil, mezquite, tepehuaje, encino, roble colorín y agave.

### Fauna
En la región de la volcánica, los suelos son propicios para la fauna silvestre, entre la que se encuentran: roedores, zorrillos, venados, lince, armadillo, tlacuache, así como: codornices, ticuz y torcazas, entre otras aves.

### Recursos naturales
La riqueza natural con que cuenta el municipio está representada por 420 hectáreas de bosque donde predominan especies de: huizache, mezquite, encino y roble, principalmente. Sus recursos minerales son: yacimientos de arena, grava, mármol y piedras para construcción.

### Uso del suelo
La mayor parte del suelo tiene un uso agrícola. La tenencia de la tierra en su mayoría corresponde a pequeños propietarios.

## Demografía
De acuerdo con el censo realizado en 2020 por el Instituto Nacional de Estadística y Geografía (INEGI), en el municipio de Tonalá había un total de 569 913 habitantes, de los que 288 218 eran mujeres y 281 695, hombres.

### Localidades
En el censo de 2020 el municipio de Tonalá contaba con 51 localidades.
| Código INEGI      | Localidad                   | Población (2020) |
| ----------------- | --------------------------- | ---------------- |
| 141010001         | Tonalá                      | 442 440          |
| 141010009         | Coyula                      | 64 886           |
| 141010022         | Mismaloya                   | 8 585            |
| 141010034         | Colinas de Tonalá           | 8 405            |
| 141010031         | San Francisco de la Soledad | 8 049            |
| 141010027         | La Punta                    | 6 341            |
| 141010026         | Puente Grande               | 6 050            |
| 141010038         | El Vado                     | 5 618            |
| 141010189         | Paseo de las Cañadas        | 3 280            |
| 141010193         | Residencias el Prado        | 3 228            |
| 141010190         | Paseo Puente Viejo          | 3 192            |
| 141010023         | El Moral                    | 2 449            |
| 141010130         | Colonia Guadalupana         | 2 157            |
| Otras localidades | Otras localidades           | 5 233            |
| Total municipal   | Total municipal             | 569 913          |

## Lugares de interés
- Cerro de la Reina
- Plaza y mercado municipal
- Palacio Municipal
- Iglesia del Sagrado Corazón de Jesús
- Iglesia de Santiago Apóstol
- Parroquia de Nuestra Señora del Rosario
- Arcos de Loma Dorada
- Plaza Lomas
- Paseo Guardianes de la Reina
- Presa del Ocotillo
- Salón Río Nilo (1990-2001), Río Nilo Music Hall (2001-2011), Plaza Altea Río Nilo (2011-Act)
- Centro Universitario de Tonalá
- El Arco

## Gobierno

### Presidente municipal
El presidente municipal de Tonalá es electo según el principio de mayoría relativa, su ejercicio de funciones inicia el 1 de octubre del año de la elección con posibilidad de reelección. Los requisitos necesarios para ser presidente municipal de Tonalá son:
1. Ser ciudadano mexicano.
2. Ser nativo de Tonalá o de la área metropolitana de Guadalajara, o acreditar ser vecino de aquellos,cuando menos tres años inmediatos al día de la elección.
3. Estar en pleno ejercicio de sus derechos.
4. No ser Magistrado del Tribunal Electoral, integrante del organismo electoral con derecho a voto, Procurador Social o Presidente de la Comisión Estatal de Derechos Humanos, a menos que se separe de sus funciones ciento ochenta días antes de la elección.
5. No ser Consejero ciudadano de la Comisión Estatal de Derechos Humanos, a menos que se separe de sus funciones noventa días antes de la elección
6. No estar en servicio activo en el Ejército Nacional ni tener mando en la policía o en cuerpo de seguridad pública en el municipio en que se pretenda su elección, cuando menos noventa días antes de ella.
7. No ser secretario general de Gobierno o quien haga sus veces, secretario del despacho del Poder Ejecutivo, magistrado del Supremo Tribunal de Justicia, del Tribunal de lo Administrativo, del Tribunal de Arbitraje y Escalafón o miembro del Consejo General del Poder Judicial. Los servidores públicos comprendidos en esta fracción podrán ser electos siempre que, al efectuarse la elección, tengan cuando menos noventa días de estar separados de sus cargos.
8. No ser Juez, Secretario de Juzgado o titular de alguna dependencia de recaudación fiscal de la Federación o del Estado en el municipio en que pretenda su elección, a menos que se separe de su cargo en los términos que previene la fracción anterior.
9. No ser servidor público del municipio de que se trate, a no ser que se separe del cargo noventa días antes de la elección. Si se trata del Tesorero Municipal, es preciso que haya rendido sus cuentas al Congreso del Estado por conducto de la Contaduría Mayor de Hacienda.

El presidente municipal Sergio Armando Chávez Dávalos solicitó licencia para buscar la reelección para el periodo 2024-2027, por lo que Francisco Javier Reyes Ruiz es el presidente interino.

### Legisladores
El municipio de Tonalá cuenta con representación legislativa tanto a nivel federal como estatal. Tonalá es representado en la Cámara de Diputados y en el Congreso del Estado de Jalisco mediante los distritos 7 y 20. En el Senado de la República el municipio de Tonalá es representado por los tres senadores que el Estado de Jalisco tiene asignados.
| Representante                       | Legislatura | Cámara    | Distrito | Federal | Local | Partido |
| ----------------------------------- | ----------- | --------- | -------- | ------- | ----- | ------- |
| Alberto Villa Villegas              | LXV         | Diputados | 07       |         |       |         |
| María del Refugio Camarena Jáuregui | LXV         | Diputados | 20       |         |       |         |
| Verónica Delgadillo García          | LXIV / LXV  | Senadores | N/A      |         |       |         |
| Clemente Castañeda Hoeflich         | LXIV / LXV  | Senadores | N/A      |         |       |         |
| María Antonia Cárdenas Mariscal     | LXIV / LXV  | Senadores | N/A      |         |       |         |
| Claudia García Hernández            | LXIII       | Diputados | 07       |         |       |         |
| Estefanía Padilla Martínez          | LXIII       | Diputados | 20       |         |       |         |

### Administración 2021-2024
La administration actual está conformada por los siguientes miembros.
| Nombre                              | Cargo              | Comisiones                                                                                |
| ----------------------------------- | ------------------ | ----------------------------------------------------------------------------------------- |
| Celia Isabel Gauna Ruíz De León     | Secretaria General | N/A                                                                                       |
| Margarito Mayorga Basulto           | Sindico            | Reglamentos. Puntos Constitucionales Administración Y Planeación Legislativa              |
| María Esther Ayala Alba             | Regidora           | Servicios Médicos, Salubridad E Higiene                                                   |
| Angélica Magaly Castellanos Sánchez | Regidora           | Igualdad Sustantiva Y Derechos Humanos                                                    |
| Ana Karen Orozco García             | Regidora           | Hacienda Municipal Y Presupuestos                                                         |
| Clara Elizabeth Pinto Zepeda        | Regidora           | Festividades Cívicas, Espectáculos Públicos Y Crónica Municipal                           |
| Anahil Ruvalcaba Mercado            | Regidora           | Bienestar, Desarrollo, Asistencia Social Y Familiar                                       |
| Rocío Acosta Cervantes              | Regidora           | Gobierno Digital Y Promoción De La Ciudad                                                 |
| Karen Dávalos Hernández             | Regidora           | Planeación Para El Desarrollo Urbano Rural Y Habitación Popular                           |
| Verónica Murillo Martínez           | Regidora           | Atención a la juventud y deporte                                                          |
| Iliana Georgina Villaseñor Botello  | Regidora           | Fomento Artesanal, Turismo Y Desarrollo Económico                                         |
| Cindy Medrano Arana                 | Regidora           | Administración, Transparencia, Rendición De Cuentas Y Combate A La Corrupción             |
| César Ceceña Amparo                 | Regidor            | Medio ambiente, ecología, saneamiento, acción contra la contaminación y cambio climático. |
| Alejandro Buenrostro Hernández      | Regidor            | Cultura, Educación E Innovación Tecnología                                                |
| Carlos Ramírez Casillas             | Regidor            | Movilidad Y Transporte                                                                    |
| Enrique Hernández De La Cerda       | Regidor            | Obras Públicas Municipales                                                                |
| José Rodríguez Garza                | Regidor            | Seguridad Y Prevención Ciudadana                                                          |
| Manuel Nájera Martínez              | Regidor            | Protección Civil Y Bomberos                                                               |
| Ramón López Mena                    | Regidor            | Servicios Públicos Municipales                                                            |

### Relaciones Internacionales

#### Hermanamientos
- Villa Victoria, México (2003)
- Laredo, Estados Unidos (2007)
- Tijuana, México (2008)[15]
- Santa Fe, Estados Unidos (2009)[16]
- Brovary, Ucrania (2010)
- Cozumel, México (2010)[17]
- Empalme, México, (2011)[18]
- Boca del Río, México (2012)[19][20]
- Salvador Escalante, México (2012)[21][22]
- Cihuatlan, México (2013)[23][24]
- Otavalo, Ecuador (2013)[25]
- Chapala, México (2013)[26]
- Tequila, México (2013)[26]
- Waukesha Estados Unidos (2013)[27]
- Tonala, México (2021)[28]
- Nochistlan, México (2019)[29]
- Morelia, México (2020)[30]

#### Convenios
- Ciudad de México, México (2022)[31]

## Vía recreactiva
La vía recreactiva en la ciudad de Guadalajara es un programa social en el que se habilitan espacios viales para su empleo masivo con fines recreativos y de esparcimiento para personas de todas las edades. El programa opera durante varias horas en días domingo. Tal acción implica la restricción temporal de la circulación vehicular motorizada a lo largo de uno o más cuerpos viales sobre vías primarias seleccionadas, tan sólo permitiendo el desplazamiento a través de medios no motorizados (a pie, bicicleta, patines, etc.) dentro de este espacio reservado.

### Vía recreativa Tonalá
Actualmente existe una ruta en Tonalá, la Ruta 1, que consta de 4.5 kilómetros: Álvarez del Castillo (Patria Oriente)-Malecón-Circuito Niños Héroes-Loma Azul-Paseo Loma Sur-Revolución (Matamoros).